# NGC 2482
NGC 2482 (również OCL 653 lub ESO 494-SC3) – gromada otwarta znajdująca się w gwiazdozbiorze Rufy. Odkrył ją William Herschel 20 listopada 1784 roku. Jest położona w odległości ok. 2,4 tys. lat świetlnych od Słońca.